# Sina-1
Sina-1 è stato il primo satellite iraniano. 
Il satellite è stato realizzato dalla compagnia russa NPO Polyot per conto del governo iraniano. Il lancio è stato effettuato il 27 ottobre 2005 dal Cosmodromo di Pleseck con un razzo vettore Kosmos.
Il satellite, con una massa al lancio era di 160 Kg, è stato posto in orbita eliosincrona. Sina-1, destinato all'osservazione terrestre, era equipaggiato con un sistema di comunicazione e con due telecamere, di cui una pancromatica e l'altra multispettrale.